# Rena Bitter
Rena Bitter é uma diplomata norte-americana que serviu como Embaixadora dos Estados Unidos no Laos de 2016 a 2020.

## Infância e educação
Bitter cresceu em Dallas, Texas, um dos três filhos de Frieda e Herb Bitter. Ela recebeu o seu diploma de BS da Northwestern University em 1986, bem como um JD da Dedman School of Law da Southern Methodist University em 1991.

## Carreira
Bitter começou a sua carreira no Serviço de Relações Externas dos Estados Unidos em 1994. Ela serviu na Secretaria Executiva do Departamento de Estado de 2000 a 2001 e actuou como Assistente Especial no Gabinete do Secretário de Estado de 2001 a 2002. Depois disso, ela serviu em Londres de 2002 a 2003 como uma bolsista diplomática transatlântica e, em seguida, como chefe da Unidade de Visto de Não Imigrante na Secção Consular naquele país. Na sua próxima atribuição, Bitter foi Chefe da Secção Consular da Embaixada dos Estados Unidos em Amã, na Jordânia, de 2006 a 2009. Ela então retornou às atribuições domésticas no Centro de Operações do Departamento de Estado de 2009 a 2012. Como resultado do seu papel nas operações, Bitter foi chamada como testemunha na corte marcial de Bradley Manning (mais tarde Chelsea Manning), um soldado do Exército dos Estados Unidos que foi posteriormente condenado em julho de 2013 por violações da Lei de Espionagem e outras ofensas, depois de revelar ao WikiLeaks quase 750.000 documentos militares e diplomáticos classificados, ou não classificados, mas sensíveis.
De 2012 até se tornar embaixadora no Laos, Bitter serviu como cônsul geral no Consulado Geral dos Estados Unidos na cidade de Ho Chi Minh, no Vietname.